# Mason & Brown
Mason & Brown is een historisch motorfietsmerk.
Mason & Brown Motorcycles, Leicester.
Engels merk dat vanaf 1904 motorfietsen bouwde, waarbij gebruikgemaakt werd van motoren van De Dion, Kelecom-Antoine en vooral de 2 pk Minerva. Tussen 1906 en 1910 verdween Mason & Brown van de markt.